# Christian Erdt
Christian Erdt (* 1987 in Furth im Wald) ist ein deutscher Schauspieler.

## Leben
Christian Erdt, der in seinem Geburtsort Furth im Wald aufwuchs, gehörte ab seinem 16. Lebensjahr vier Jahre dem Jungen Landestheater Bayern an. Während seiner Schulzeit entstanden dort bis 2008 insgesamt sechs Arbeiten im Rahmen von internationalen Theater- und Filmprojekten. Zweimal war er damit zu Gast beim Festival Divadlo in Pilsen (Tschechien).
Nach seinem Abitur absolvierte er von 2008 bis 2012 sein Schauspielstudium am Max-Reinhardt-Seminar in Wien. Während seiner Ausbildung wirkte er in mehreren Theaterproduktionen des Max-Reinhardt-Seminars mit. 2010 gastierte er am Theater in der Josefstadt als Moritz Stiefel in einer Inszenierung von Frühlings Erwachen. Außerdem trat er bei den Werkstatttagen des Wiener Burgtheaters auf.
Sein erstes Festengagement hatte er ab der Spielzeit 2012/13 im „SchauspielSTUDIO“ am Schauspiel Frankfurt, wo er u. a. in Inszenierungen von Jorinde Dröse, Andrea Breth, Christoph Mehler und Ersan Mondtag auftrat. Zu seinen Rollen am Schauspiel Frankfurt gehörten u. a. der Krabat im gleichnamigen Stück nach der Geschichte von Otfried Preußler, Giselher in Die Nibelungen, Leutnant Hartmann in Des Teufels General und der Sohn Erhart Borkmann in Henrik Ibsens Theaterstück John Gabriel Borkman.
Ab der Spielzeit 2014/15 war er am Hessischen Staatstheater Wiesbaden engagiert, wo er die Titelrolle in Clavigo (2014, Regie: Hakan Savaş Mican), den Hamlet (2015, Regie: Nicolas Brieger) und den Eilif in Mutter Courage und ihre Kinder (2016, Regie: Thorleifur Örn Arnarsson) spielte.
Mit Beginn der Spielzeit 2016/17 wechselte er ans Residenztheater München. Dort spielte er zunächst den Hugo in Die schmutzigen Hände (2016, Regie: Martin Kušej) und den Haimon in Antigone (2016, Regie: Hans Neuenfels). In der Spielzeit 2016/17 übernahm er den Damis in Tartuffe (Premiere: Juni 2017, Regie: Mateja Koleznik) und arbeitete mit dem kroatischen Regisseur Oliver Frljić (2017, Mauser). In der Spielzeit 2017/18 war er der Bischof in Der Balkon von Jean Genet (Regie: Ivica Buljan, mit Mathilde Bundschuh als Partnerin). In der Spielzeit 2019/20 übernahm er am Münchner Residenztheater die Rolle des Schwagers Wlas in einer Neuinszenierung von Maxim Gorkis Theaterstück Sommergäste. In der Bühnenfassung des Romans Einer gegen alle von Oskar Maria Graf spielte er unter der Regie von Alexander Eisenach am Münchner Residenztheater in der Spielzeit 2020/21 die Rolle des Anti-Helden Georg Löffler, genannt „Girgl“.
Neben seiner Tätigkeit am Theater wirkte Erdt auch in mehreren Film- und Fernsehproduktionen mit, so u. a. in der Rolle des jungen Murot im mehrfach ausgezeichneten Tatort: Im Schmerz geboren (2014) von Regisseur Florian Schwarz. Im ARD-Thriller Nie mehr wie immer (2015) war er als Jan zu sehen, der Filmsohn von Edgar Selge und Franziska Walser, dessen Verhältnis zu seinen Eltern unter der anhaltenden Feindseligkeit und aggressiven Atmosphäre leidet. Im Münchner Polizeiruf 110: Das Gespenst der Freiheit (Erstausstrahlung: August 2018) spielte er den charismatischen Kolthoff, den intellektuellen Kopf einer Gruppe junger Neo-Nazis. In der 11. Staffel der TV-Serie Die Bergretter (2019) übernahm Erdt eine der Episodenrollen als junger Bergführer Ben Huber, der einer jungen Frau, die ihrem psychopathischen Ehemann zu entkommen sucht, bei der Flucht hilft. In der ZDF-Fernsehreihe Marie Brand war Erdt in dem Film Marie Brand und die falschen Freunde (Erstausstrahlung: September 2020) in einer der Hauptrollen als tatverdächtiger, früherer Freund des Polizeiermittlers Jürgen Simmel (Hinnerk Schönemann) zu sehen. In der 45. Staffel der ZDF-Serie Der Alte (2021) übernahm Erdt eine der Episodenhauptrollen als bester Freund und tatverdächtiger Geschäftspartner eines ermordeten Golfplatz-Betreibers. In der 18. Staffel der ZDF-Serie SOKO Köln (2022) war Erdt in einer der Episodenhauptrollen als tatverdächtiger Sohn des getöteten Geschäftsführers eines Kölner Chemieunternehmens zu sehen. In der 14. Staffel der ZDF-Serie SOKO Stuttgart (2022) war Erdt in einer Episodenhauptrolle als bester Freund einer getöteten Musikerin zu sehen.
Als Sprecher war er u. a. für den Bayerischen Rundfunk und für DeutschlandRadio Kultur tätig. Erdt lebt in Berlin.
Im Februar 2021 war Erdt Teil der Initiative #ActOut im SZ-Magazin, zusammen mit 184 anderen lesbischen, schwulen, bisexuellen, queeren, intergeschlechtlichen und transgender Personen aus dem Bereich der darstellenden Künste.

## Theater (Auswahl)
- 2011: Frühlings Erwachen, Rolle: Moritz Stiefel, Inszenierung: Stephanie Mohr, Theater in der Josefstadt, Wien
- 2012: Krabat, Rolle: Krabat, Inszenierung: Karin Drechsel, Schauspiel Frankfurt
- 2013: John Gabriel Borkman, Rolle: Erhart, Inszenierung: Andrea Breth, Schauspiel Frankfurt
- 2014: Das Schloss, Ensemble, Inszenierung: Ersan Mondtag, Schauspiel Frankfurt
- 2014: Clavigo, Rolle: Clavigo, Inszenierung: Hakan Savaş Mican, Staatstheater Wiesbaden
- 2015: Hamlet, Prinz von Dänemark, Rolle: Hamlet, Inszenierung: Nicolas Brieger, Staatstheater Wiesbaden
- 2016: Die schmutzigen Hände, Rolle: Hugo, Inszenierung: Martin Kušej, Residenztheater München
- 2016: Antigone, Rolle: Haimon, Inszenierung: Hans Neuenfels, Residenztheater München
- 2016: Mutter Courage und ihre Kinder, Rolle: Eilif, Inszenierung: Thorleifur Örn Arnarsson, Staatstheater Wiesbaden
- 2017: Mauser, Ensemble, Inszenierung: Oliver Frljić, Residenztheater München
- 2017: Tartuffe, Rolle: Damis, Inszenierung: Mateja Koležnik, Residenztheater München
- 2018: Der Balkon, Rolle: Der Bischof, Inszenierung: Ivica Buljan, Residenztheater München
- 2019: Sommergäste[24][25][26][27][28][29], Rolle: Wlas, Inszenierung: Joe Hill-Gibbins, Residenztheater München
- 2020: Einer gegen alle, Rolle: Girgl, Inszenierung: Alexander Eisenach, Residenztheater München
- 2020: Was der Butler sah, Rolle: Geraldine Barclay, Inszenierung: Bastian Kraft, Residenztheater München
- 2022: Spiel des Lebens – Die Kareno-Trilogie: «An des Reiches Pforten» – «Spiel des Lebens» – «Abendröte»[30][31][32][33][34] (als Telegrafist Jens Spir). Nach Knut Hamsun. Inszenierung: Stephan Kimmig, Residenztheater München
- 2022: Die Netzwelt, Rolle: Mr. Woodnut, Inszenierung: Max Lindemann, Berliner Ensemble
- 2023: Bluthaus, Rolle: Herr Stachl, Inszenierung: Claus Guth, Bayerische Staatsoper München / Opéra de Lyon
- 2024: Die Riesen vom Berge, Rolle: Cromo, Inszenierung: Ingo Kerkhof, Staatstheater Wiesbaden
- 2024: MfG Ödipus, Rolle: Polyneikes, Inszenierung: Moritz Franz Beichl, Bronski und Grünberg Theater, Wien

## Filmografie (Auswahl)
- 2012: Schnell ermittelt: Michael Solm (Fernsehserie)
- 2014: Tatort: Im Schmerz geboren (Fernsehreihe)
- 2015: Nie mehr wie immer (Fernsehfilm)
- 2015: Lerchenberg – Hitlers Hundeführer (Fernsehserie)
- 2016: Fische (Kurzfilm)
- 2018: Polizeiruf 110: Das Gespenst der Freiheit (Fernsehreihe)
- 2018: Arthurs Gesetz
- 2019: Die Bergretter – Tod am Dachstein (Fernsehserie)
- 2020: Marie Brand und die falschen Freunde (Fernsehreihe)
- 2020: Das Tal der Mörder (Fernsehfilm)
- 2020: SOKO Kitzbühel: Herztod (Fernsehserie)
- 2020: WaPo Bodensee: Blackout (Fernsehserie)
- 2021: Der Alte: Kein Entkommen (Fernsehserie)
- 2021: Tatort: Was wir erben (Fernsehreihe)
- 2022: SOKO Köln: Giftmischer (Fernsehserie)
- 2022: SOKO Stuttgart: Jugendliebe (Fernsehserie)
- 2022: Die Chefin: Das 5. Gebot (Fernsehserie)
- 2023: Der Pass (Fernsehserie)
- 2023: Tatort: Hackl (Fernsehreihe)
- 2024: In aller Freundschaft – Die jungen Ärzte: Zeitdruck (Fernsehserie)